# Срђан Ј. Карановић
Срђан Ј. Карановић (Београд, 9. новембра 1977) српски је глумац, позоришни редитељ, телевизијски водитељ и ванредни професор глуме на Факултету драмских уметности у Београду.

## Каријера
Играо је 21 улогу у представама Југословенског драмског позоришта, Народног позоришта, Позоришта Славија, ДАДОВ-а.
Од 2002. до 2004. године био је спикер на Трећем програму Радио Београда.
Водио је 11 различитих телевизијских емисија на БК ТВ, РТС-у, Фоксу и Првој. Неке од најпознатијих су: квиз Луди камен (Фокс), Експлозив, такмичарске забавне емисије Савршен минут (Прва) и Изађи на црту (Прва)...

## Филмографија
| Год.       | Назив                          | Улога                |
| ---------- | ------------------------------ | -------------------- |
| 2000.      | Пена за бријање                |                      |
| 2002.      | Подијум                        |                      |
| 2004—2005. | Јелена                         | Саша Милијаш         |
| 2008.      | Биро за изгубљене ствари       | Вид                  |
| 2008.      | Заустави време                 | Невен                |
| 2010—2011. | Мирис кише на Балкану (серија) | Владета Драгутиновић |
| 2014.      | Тенор                          | Репортер             |
| 2015.      | Синђелићи                      | Душан                |
| 2019—2020. | Црвени месец                   | Павле Димитровић     |
| 2020       | Жигосани у рекету              | Драган               |
| 2021—2022  | Династија                      | Марко Јаковљевић     |